# Вольт-амперная характеристика
Вольт-ампе́рная характери́стика (ВАХ) — зависимость тока {\displaystyle I}, протекающего через двухполюсник, от напряжения {\displaystyle U} на этом двухполюснике. Записывается при медленном изменении {\displaystyle U} или {\displaystyle I} и описывает поведение двухполюсника на постоянном токе. Также ВАХ называют функцию {\displaystyle I(U)}, соответствующую данной зависимости, и график этой функции. Название «ВАХ» связано с единицами измерения напряжения (вольт) и тока (ампер) в системе СИ. Измерение ВАХ — одна из самых распространённых методик изучения электрофизических свойств элементов и структур.

## ВАХ разных элементов

Четыре различные вольт-амперные характеристики

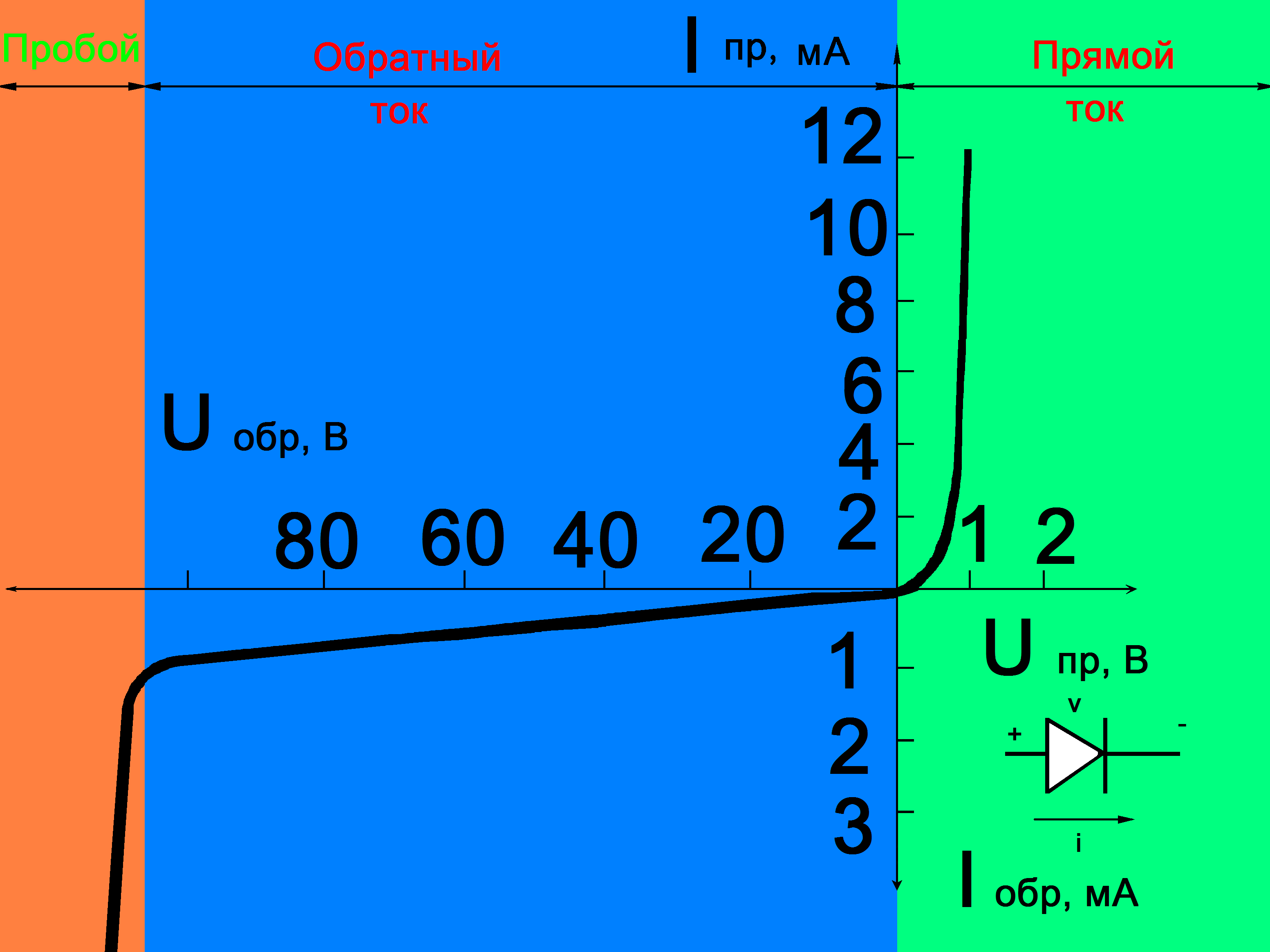
ВАХ полупроводникового диода c p-n переходом. Зелёная область — прямая ветвь ВАХ. Голубая область — область допустимых напряжений на обратной ветви ВАХ. Оранжевая область — обратный лавинный пробой p-n перехода. Масштабы по осям тока и напряжения для прямой и обратной ветви разные

Для линейных элементов ВАХ представляет собой прямую линию (закон Ома).
Обычно рассматривают ВАХ нелинейных элементов (мерой нелинейности служит коэффициент {\displaystyle \beta =(U/I)\cdot (dI/dU)}). Пример элемента цепи с существенно нелинейной ВАХ — электровакуумный диод.
Очень большая доля исследований ВАХ выполняется для полупроводниковых приборов. Для них типичны характеристики нетривиального вида, разного в зависимости от полярности напряжения (см. рис.). Встречаются и совсем сложные формы (S- или N- образные кривые), как, скажем, для динисторов или диодов Ганна. При этом форма ВАХ прибора, в числе прочего, зависит от температуры p-n-перехода. Для полупроводниковых диодов с p-n-переходом при росте температуры угол наклона прямой и обратной ветвей ВАХ увеличивается.

Сток-затворная ВАХ (слева) и семейство стоковых ВАХ (справа) полевого транзистора с затвором в виде p-n перехода и каналом n-типа

Для трёхполюсных элементов с управляющим электродом (таких как транзистор, тиристор или электровакуумный триод) часто строят семейства кривых, являющихся ВАХ для двухполюсника при заданном токе или напряжении на третьем управляющем электроде элемента.

## Измерения ВАХ
При измерениях ВАХ достаточно медленно варьируют напряжение {\displaystyle U(t)} со временем {\displaystyle t} и регистрируют ток {\displaystyle I(t)}. Возможна и иная ситуация: задаётся ток, измеряется напряжение.
Если условие медленности изменения задаваемой величины не обеспечено, результат измерения может отличаться от истинной ВАХ. Обычно такое отклонение обусловливается инерционными свойствами прибора, ёмкостью/индуктивностью присоединённой к прибору цепи или паразитными явлениями. Также в подобных случаях возникает гистерезис — различие токов, фиксируемых при нарастании и снижении напряжения.
В реальной системе, работающей на относительно высоких частотах (близких к границе рабочего частотного диапазона конкретного устройства), значения токов нередко отклоняются от тех, которые соответствовали бы ВАХ, записанной в квазистатическом режиме.

## Преобразования ВАХ
При последовательном или параллельном включении двух или нескольких двухполюсников вид ВАХ результирующего двухполюсника изменяется.
При параллельном соединении двух двухполюсников, напряжения на обоих приборах равны и при этом общий ток равен сумме токов, при последовательном — токи через каждый прибор равны, а общее напряжение на такой цепи равно сумме напряжений на элементах.